# Siège de Landau (1793)
Pour les articles homonymes, voir Siège de Landau.
Guerre de la Première Coalition
Batailles
Le siège de Landau (20 août – 23 décembre 1793) a vu un corps du royaume de Prusse commandé par Frederick Louis, prince de Hohenlohe-Ingelfingen assiéger une garnison républicaine française de 3 800 hommes dirigée par Joseph Marie Tennet de Laubadère. Comme les Prussiens manquaient de canons de siège, ils tentèrent d'affamer les défenseurs français pour qu'ils se rendent en bloquant la ville. Fin décembre, l'armée française de la Moselle sous les ordres de Lazare Hoche et l'armée du Rhin sous les ordres de Jean-Charles Pichegru défont les armées de la Coalition qui leur sont opposées, obligeant les Prussiens à lever le siège de la guerre de la Première Coalition.
Près de deux mois après l'encerclement de Landau, l'armée de la coalition remporte une victoire lors de la première bataille de Wissembourg, repoussant l'armée du Rhin profondément en Alsace. Le gouvernement français donne la priorité à la libération de Landau et l'armée de Pichegru entame une offensive soutenue contre l'armée de la Coalition de Dagobert Sigmund von Wurmser lors de la bataille de Haguenau. L'effort est finalement couronné de succès lorsque l'armée de Hoche déborde Wurmser à la bataille de  Wœrth-Frœschwiller, puis les armées françaises combinées remportent la deuxième bataille de Wissembourg sur Wurmser et Charles William Ferdinand, duc de Brunswick-Wolfenbüttel, fin décembre.

## Forces en présence
Forces françaises
Joseph Marie Tennet de Laubadère commande la garnison française de Landau, forte de 3 800 hommes qui comprend 
- 1 bataillon du 3e régiment d'infanterie de ligne
- 1 bataillon du 55e régiment d'infanterie de ligne
- le 2e bataillon de la Garde nationale de Seine-et-Marne
- deux escadrons du 22e régiment de cavalerie et
- deux escadrons du 3e régiment de hussards.

Forces prussiennes
Pour s'opposer aux défenseurs, Frédéric-Louis, prince de Hohenlohe-Ingelfingen dirigeait 25 bataillons prussiens appuyés par 40 canons de campagne de 6 livres. Les troupes de Hohenlohe étaient composées de 
trois bataillons de chacun des régiments d'infanterie 
- 3 bataillons du no 3 (de) Thadden (de),
- 3 bataillons du no 9 (de) Manstein (de),
- 3 bataillons du no 10 (de) Romberg,
- 3 bataillons du no 12 Kleist,
- 3 bataillons du no 30 Wegnern (de),
- 3 bataillons du no 32 Hohenlohe,
- 3 bataillons du no 37 Wolframsdorf (de)
- 3 bataillons du no 47 Hertzberg (de),
- du bataillon de grenadiers Schladen (de) et de
- cinq batteries d'artillerie à pied[1].